# Даунвелінг

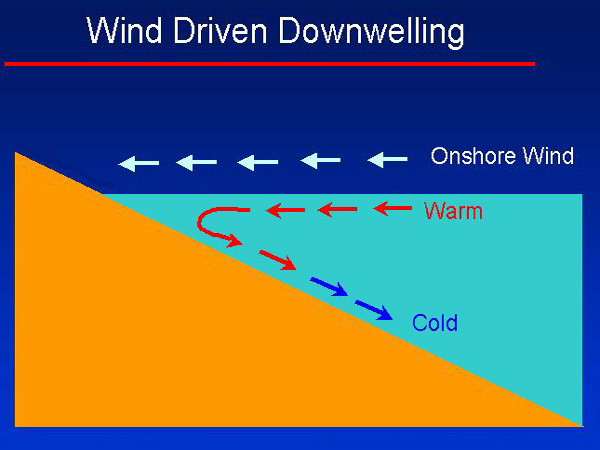
Даунвелінг

Даунвелінг — це рух рідини вниз та її властивостей (наприклад, солоності, температури, pH) у більшому об'ємі. Він тісно пов'язаний з апвелінгом, висхідним рухом рідини.
Хоча даунвелінг найчастіше використовується для опису океанічного процесу, він також використовується для опису різноманітних земних явищ. Це включає динаміку мантії, рух повітря та рух у прісноводних системах (наприклад, великих озерах). У цій статті буде зосереджено увагу на океанічному даунвелінгу та його важливому впливі на циркуляцію океану та біогеохімічні цикли. Два основні механізми переносять воду вниз: плавучість та вітрове перенесення Екмана (тобто, відкачування Екмана).
Даунвелінг має важливе значення для морського життя. Поверхневі води зазвичай мають нижчий вміст поживних речовин порівняно з глибоководними через первинне виробництво з використанням поживних речовин у фототичній зоні. Однак поверхневі води мають високий вміст кисню порівняно з глибоководними водами через фотосинтез та обмін повітря-море газами. Коли вода рухається вниз, кисень закачується під поверхню, де його використовують організми, що розкладаються. Події низхідного опускання супроводжуються низьким рівнем первинного виробництва в поверхневому океані через брак надходження поживних речовин знизу.